# 莲上镇
23°30′N 116°47′E / 23.500°N 116.783°E
莲上镇是中国广东省汕头市澄海区下辖的一个镇。面积29.5平方公里，户籍人口5.3万人，下辖8个行政村。

## 行政区划
- 涂城村、永新村、竹林村、兰苑村、上巷村、盛洲村、南徽村、里美村

## 交通
- G324 324国道
- S231 安澄公路

## 名人
- 杜国庠：兰苑村人。中国著名教育家，中国科学院哲学社会科学部学部委员（院士）。